# National Trust of Guernsey
Il National Trust of Guernsey è un'associazione che mira a conservare le costruzioni storiche e le eredità del Guernsey e ad aumentarne la bellezza. Originalmente fondata nel 1960, l'associazione è diventata The National Trust of Guernsey nel 1967. Ora possiede 75 proprietà.

## Elenco
Lista delle proprietà possedute dal Trust (eccetto il The Folk Museum che appartiene al Board of Administration)
- N.26 Cornet Street - St Peter Port
- Glenbardie - Union Street, St Peter Port
- N.31 Glategny Esplanade - St Peter Port
- N.32 Glategny Esplanade - St Peter Port
- N.39 & 39A Glategny Esplanade - St Peter Port
- N.1 Well Road - St Peter Port
- Brockhurst - The Grange, St Peter Port
- Eighteenth Century Coastal Tower - Fermain Bay, St Peter Port
- Ivy Gates - Rohais, St Peter Port
- The Folk Museum - Saumarez Park, Castel
- Ozanne Tower - Ruette de la Tour, Castel
- Les Blancs Bois - Rue Cohu, Castel
- Le Moulin (Water Wheel and Barn) - Rue de la Quanteraine, St Peters
- No. 1 and No. 2 Esperanza Place - Les Villets, Forest
- Les Caches (Farm and Barn) - Les Villets, Forest